# Barbados i olympiska sommarspelen 2004
Barbados deltog i de olympiska sommarspelen 2004 med en trupp bestående av 10 deltagare, nio män och en kvinna, men ingen av landets deltagare erövrade någon medalj.

## Cykling
Bana
Herrar
Sprint
| Cyklist     | Kval                    | 1/16 Final           | 1/16 Återkval                     | 1/8 Final            | 1/8 Återkval                      | Kvartsfinal          | Semifinal            | Final                                                                   | Placering |
| Cyklist     | Tid Hastighet/Resultat  | Motståndare Resultat | Motståndare Resultat              | Motståndare Resultat | Motståndare Resultat              | Motståndare Resultat | Motståndare Resultat | Motståndare Resultat                                                    | Placering |
| ----------- | ----------------------- | -------------------- | --------------------------------- | -------------------- | --------------------------------- | -------------------- | -------------------- | ----------------------------------------------------------------------- | --------- |
| Barry Forde | 10,597 67,943 km/h 13 Q | Edgar (GBR) L        | Kwiatkowski (POL) Nimke (GER) 1 Q | Wolff (GER) L        | Mulder (NED) Villanueva (ESP) 1 Q | Bayley (AUS) L 0-2   | Gick inte vidare     | 5-8:e plats klassificering Edgar (GBR) Zielinski (POL) Bourgain (FRA) 2 | 6         |

## Friidrott
Herrar
Bana och landsväg
| Idrottare        | Gren       | Omgång 1 | Omgång 1  | Omgång 2 | Omgång 2  | Semifinal        | Semifinal        | Final            | Final            |
| Idrottare        | Gren       | Resultat | Placering | Resultat | Placering | Resultat         | Placering        | Resultat         | Placering        |
| ---------------- | ---------- | -------- | --------- | -------- | --------- | ---------------- | ---------------- | ---------------- | ---------------- |
| Obadele Thompson | 100 m      | 10,08    | 2 Q       | 10,12    | 2 Q       | 10,22            | 4 Q              | 10,10            | 7                |
| Stephen Jones    | 110 m häck | 13,56 NR | 4 Q       | 13,85    | 6         | Gick inte vidare | Gick inte vidare | Gick inte vidare | Gick inte vidare |

Damer
Bana och landsväg
| Idrottare       | Gren       | Omgång 1 | Omgång 1  | Omgång 2 | Omgång 2  | Semifinal        | Semifinal        | Final            | Final            |
| Idrottare       | Gren       | Resultat | Placering | Resultat | Placering | Resultat         | Placering        | Resultat         | Placering        |
| --------------- | ---------- | -------- | --------- | -------- | --------- | ---------------- | ---------------- | ---------------- | ---------------- |
| Andrea Blackett | 400 m häck | 56,49    | 6         | i.u.     | i.u.      | Gick inte vidare | Gick inte vidare | Gick inte vidare | Gick inte vidare |

## Judo
Herrar
| Idrottare          | Gren                    | Sextondelsfinal         | Åttondelsfinal       | Kvartsfinal          | Semifinal            | Återkval             | Final                | Final            |
| Idrottare          | Gren                    | Motståndare Resultat    | Motståndare Resultat | Motståndare Resultat | Motståndare Resultat | Motståndare Resultat | Motståndare Resultat | Placering        |
| ------------------ | ----------------------- | ----------------------- | -------------------- | -------------------- | -------------------- | -------------------- | -------------------- | ---------------- |
| Barry Kirk Jackman | Halv tungvikt (-100 kg) | Kelly (AUS) L 0010-1101 | Gick inte vidare     | Gick inte vidare     | Gick inte vidare     | Gick inte vidare     | Gick inte vidare     | Gick inte vidare |